# Chris Adams (Wrestler)
Christopher Adams (* 10. Februar 1955 in Rugby, Warwickshire, England; † 7. Oktober 2001 in Waxahachie, Texas, Vereinigte Staaten) war ein englischer Wrestler und Judoka. Er war einer der populärsten Wrestler von World Class Championship Wrestling und außerdem der Trainer von Steve Austin und Scott Hall.

## Karriere

### Anfänge
Christopher Adams begann seine sportliche Karriere als Judoka in Stratford, England. Er gewann mehrfach die nationale Jugendmeisterschaft, beendete seine Karriere als Judoka jedoch vor seinem 21. Lebensjahr. Er erlernte zwischenzeitlich Wrestling und vermischte beide Kampfstile.
Nach seinem Training verließ er England und siedelte sich in den Vereinigten Staaten an, wo er seinen ersten Auftritt als Wrestler 1978 hatte. Er trat in Los Angeles, aber auch in Mexiko und Japan auf.

### World Class Championship Wrestling
Anfang der 1980er zog er nach Texas und wurde Teil von Fritz Von Erichs Promotion World Class Championship Wrestling (WCCW). Er trat dort zunächst als Face, später auch als Heel auf. Bekannt wurde vor allem seine Fehde mit Jimmy Garvin über den WCCW-Texas-Championship. 1985 bildete er mit Gino Hernandez das Tag Team „The Dynamic Duo“. Die beiden wurden als Top-Heels in Texas eingesetzt. Nach dem plötzlichen Tod von Hernandez 1986 stand Adams zunächst in Verdacht, seinen Partner umgebracht zu haben. Tatsächlich starb Hernandez an einer Überdosis Kokain, während Adams zur fraglichen Zeit auf Heimaturlaub in England war.
Adams turnte kurz darauf wieder zum Face und kämpfte gegen John Tatum und Rick Rude, bis er die WCCW gegen Ende des Jahres verließ. Grund hierfür war eine Handgreiflichkeit gegen einen Piloten von American Airlines, in deren Folge Adams zu drei Monaten Gefängnis verurteilt wurde. Nachdem er seine Strafe abgesessen hatte, war er zu beschämt, um weiter in Texas zu wrestlen.

### Universal Wrestling Federation/National Wrestling Association
Adams ging nach Oklahoma, wo er für Bill Watts’ Universal Wrestling Federation antrat, die sich zu dieser Zeit der National Wrestling Association anschloss. Dort hatte er ein Tag Team mit Terry Taylor. Bei einem Kampf verletzte sich Adams allerdings schwer am Rücken und musste mehrere Monate aussetzen. Danach konnte er nicht mehr Vollzeit wrestlen, arbeitete aber gelegentlich für die WCCW und den Nachfolger USWA.

### Trainer
Während seiner späteren Wrestlingkarriere, die er wegen seines Rückenleidens stark einschränken musste, trainierte er Nachwuchswrestler und -wrestlerinnen in seiner „The Gentleman Chris Adams School of Personalized Professional Wrestling Coaching“. Zu seinen bekanntesten Schülern gehörten Steve Austin (damals noch Steve Williams) und Scott Hall. Im Rahmen einer Storyline bestritt Austin Independent Matches gegen Adams um dessen Exfrau Jeanie Clarke, die später Austins erste Frau wurde. Austin zeichnete in seiner späteren Biografie The Stome Cold Truth kein gutes Bild von Adams und charakterisierte ihn als egoistisch und manipulierend.
In den 1990ern, nachdem die USWA geschlossen worden war, verdiente Adams sich sein Geld mit seiner Wrestlingschule (dort trainierte er unter anderem die beiden Brüder Roger und Royce Gracie, die später im Ultimate Fighting erfolgreich wurden) und verkaufte zusätzlich Wrestlingringe. Darüber hinaus trat er weiterhin bei Independent Promotions an, konnte aber nur noch einmal zwischen 1998 und 1999 bei World Championship Wrestling einen etwas größeren Bekanntheitsgrad erlangen.
Adams war außerdem Betreuer der englischen Judomannschaft bei den Olympischen Sommerspielen 1984 und 1996.

## Privatleben und Tod
Sein jüngerer Bruder Neil Adams ist ein erfolgreicher Judoka, der bei den Olympischen Sommerspielen 1980 und 1984 je eine Silbermedaille gewann.
Chris Adams war zweimal verheiratet: In erster Ehe mit Jeannie Clark, die bei der WCCW als „Lady Blossom“ auftrat. Ihre gemeinsame Tochter wurde später von Steve Austin adoptiert. Am 20. Dezember 1984 heiratete er Toni Collins, die auch als seine Managerin auftrat. Aus der Ehe, die am 15. August 1994 geschieden wurde, ging ein Sohn hervor.
Adams geriet besonders in den 1990ern mit dem Gesetz in Konflikt und war drogen- und alkoholabhängig. Er wurde zweimal wegen Trunkenheit im Verkehr verhaftet. Im April 2000 starb seine Freundin Linda Kaphengst an einer Überdosis GHB (auch bekannt als Liquid Ecstasy), die sie zusammen genommen hatten. Adams wurde daraufhin des Totschlags angeklagt, was nach texanischem Recht möglich war. Er erlebte den Prozess jedoch nicht mehr, da er am 7. Oktober 2001 in eine Schlägerei geriet und mit 46 Jahren in Notwehr erschossen wurde.

## Bedeutung
Dave Meltzer vom Wrestling Observer Newsletter bezeichnete ihn als einen der größten Superstars im Wrestling in der Zeit von 1983 bis 1986.
Adams’ Finishing Move, der „Superkick“, wurde später unter der Bezeichnung „Sweet Chin Music“ von Shawn Michaels adaptiert.

## Erfolge

### Titel
Global Wrestling Federation
- 2× GWF North American Heavyweight Champion

NWA Hollywood
- 2× NWA Americas Heavyweight Champion
- 2× NWA Americas Tag Team Champion (1× mit Tom Prichard und 1× mit Ringo Rigsby)

Universal Wrestling Association
- 1× WWF Light Heavyweight Champion (von World Wrestling Entertainment nicht anerkannt)

Universal Wrestling Federation
- 1× UWF World Tag Team Champion (mit Terry Taylor)

World Class Championship Wrestling / World Class Wrestling Association
- 4× NWA American Heavyweight Champion
- 2× NWA American Tag Team Champion (mit Gino Hernandez)
- 1× NWA Texas Brass Knuckles Champion
- 1× NWA Texas Heavyweight Champion
- 2× NWA World Six-Man Tag Team Championship (Texas version; 1× mit Gino Hernandez und Jake Roberts, 1× mit Steve Simpson und Kevin Von Erich)
- 3× WCCW Television Champion
- 1× WCWA Television Champion
- 1× WCWA World Heavyweight Champion

### Auszeichnungen
Pro Wrestling Illustrated
- PWI Most Inspirational Wrestler of the Year (1986)
- Platz #160 der 500 besten Einzelwrestler (2003)
- Platz #65 der 100 besten Tag Teams (2003) mit Gino Hernandez als Dynamic Duo